# ليندا كيتسون
ليندا كيتسون (بالإنجليزية: Linda Kitson)‏ هي رسامة توضيحية وفنانة بريطانية، ولدت في 1945.

## وصلات خارجية
- ليندا كيتسون على موقع ميوزك برينز (الإنجليزية)